# Jon Lane Kent
Jon Lane Kent es un personaje ficticio que aparece en los cómics estadounidenses publicados por DC Comics. Hijo de Superman y Lois Lane de un futuro alternativo de The New 52, es uno de los varios personajes que ha asumido el manto de Superboy.

## Biografía ficticia

### Superboyvol. 6
En una línea de tiempo alternativa de New 52. El New 52 Superman se casó con Lois Lane y tuvo un hijo, al que llamaron Jon Lane Kent. La fisiología híbrida kryptoniana / humana de Jon demostró ser inestable, lo que le hizo enfermar y morir poco antes de cumplir cuatro años. Con dolor, Superman y Lois se retiraron a la Fortaleza de la Soledad y nunca más se supo de ellos.
Sin embargo, esta muerte no fue el final para Jon. Un viajero en el tiempo del siglo 30, el hombre que más tarde sería conocido como Harvest, llegó y recuperó el cuerpo de Jon, reconociendo que su condición era una especie de letargo en lugar de una verdadera muerte. Usando tecnología futura y energía crónica con la que había infundido su propio cuerpo, Harvest revivió a Jon y lo tomó como su propio hijo, con la intención de usarlo como un arma contra los metahumanos. Entrenó a Jon para que odiara a todos los metahumanos, a pesar de ser uno de ellos, y los dos lideran una campaña genocida contra los metahumanos.
Con el tiempo, Jon volvió a sucumbir a la misma condición que casi le quitó la vida antes, y Harvest juró encontrar una manera de salvarlo. Llevó a Jon atrás en el tiempo, cinco años antes de la actualidad, donde recuperó muestras genéticas de Superman y Lois. Luego fundó la organización N.O.W.H.E.R.E., y al combinar las muestras genéticas de Superman, Lois y Jon, creó un clon, que llegaría a ser conocido como Superboy y "Kon-El", a quien esperaba usar para encontrar una forma de tratar la condición de Jon.

### Maldad Eterna
Durante la serie Maldad Eterna, los Jóvenes Titanes, después de una batalla con Johnny Quick y Atómica del Sindicato del Crimen, son enviados a viajar en el tiempo, llegando al futuro alternativo donde Jon y Harvest libran una guerra contra los metahumanos. Aquí Jon se encuentra con su clon, Kon-El, y los dos luchan. Kon-El derrota a su vicioso progenitor, pero antes de que pueda acabar con él, es convocado a través del tiempo por el Oráculo, lo que lleva al arco de la historia "Krypton Returns". Jon es luego recuperado y tratado por las futuras versiones de Beast Boy y Ravager, quienes lo presentan a los Titanes como Kon-El. Los Titanes se llevan a Jon con ellos mientras continúan viajando en el tiempo.
Con Kon-El aparentemente muerto en la historia cruzada de Superman "Krypton Returns", Jon asume el papel del personaje principal del cómic de Superboy con el número 26. Al despertar en el año 2933, Jon conoce a Wonder Girl y rápidamente se da cuenta de los Titanes (excepto Raven) creen que es Kon-El. Decidió mantener la mascarada y hacerse pasar por Kon-El mientras seguía en secreto su agenda anti-metahumana.
Jon pronto se encontró con una chica telepática que se hacía llamar "Schiz", que afirma ser parte de un grupo de humanos normales a los que se les otorgan poderes artificialmente. Ella afirma que se basaron en Jon y fueron creados para luchar contra los metahumanos, solo para ser puestos en estasis cuando los humanos también los temieron. Jon y Schiz hacen planes para ensamblar estas metas artificiales en un ejército que sirva a los planes de Jon de librar una guerra genocida contra los metahumanos en la actualidad.
Finalmente, Jon se encuentra con su yo futuro (la plantilla genética de Kon-El) en el presente — en estasis, muriendo de enfermedad — y tocarlo crea una paradoja temporal que, a través de una conexión psíquica persistente con Kon-El, que permanece vivo en el futuro lejano, atrae a ellos, así como a Superboy Jons y Kons de todo el Multiverso, así como a otras líneas de tiempo a un universo de bolsillo. El joven Jon se une a Kon para luchar contra su yo mayor y psicótico con la ayuda de Rose Wilson y Guardian, pero descubren que son enormemente superados por él. El Jon mayor incluso puede usar sus poderes psiónicos para tomar el control de las mentes de los otros Superboys, que se cuentan por cientos, y desviar el poder de un Green Lantern de uno de los mundos alternativos. El Jon más joven se sacrifica heroicamente para destruir al Jon mayor, destruyéndolos a ambos a través de su TK, enviando a todos los demás Jons y Kons de regreso a sus respectivas líneas de tiempo, dimensiones y universos. Jon no se borra de la historia, y sus acciones fuera del universo de bolsillo se recuerdan bien, pero realmente se ha ido, dejando a Kon-El una vez más como Superboy.

## Poderes, habilidades y equipo
Al igual que Kon-El, que poseía "telequinesis táctil", Jon es un telequinético poderoso. Su telequinesis le permite levitar y manipular elementos a su alrededor, e incluso analizar todo lo que toca. Esto le permite imitar algunos de los poderes de Superman, como el vuelo, la fuerza sobrehumana y la velocidad sobrehumana. También puede absorber información sobre cosas cercanas, ocultarse de la vista doblando la luz a su alrededor, generar campos de fuerza, propulsar objetos cercanos como un ataque de proyectiles e interferir con máquinas cercanas, entre otras cosas. También se muestra que es capaz de absorber energía de los metahumanos que mata. Los poderes psi de Jon también se extienden, en grado limitado, a la telepatía de bajo nivel, suficiente para leer mentes desprotegidas, lo que lo ayuda a fingir ser Kon-El incluso en presencia de los amigos más cercanos de Kon-El. Su fisiología híbrida humano-alienígena también es una debilidad; le causa dolor y agonía constantes.